# فرودگاه بین‌المللی نورث‌وست (فلوریدا)
 فرودگاه بین‌المللی نورث‌وست (فلوریدا) (به انگلیسی: Northwest Florida Beaches International Airport) یک فرودگاه همگانی با کد یاتا ECP است که یک باند فرود بتن دارد و طول باند آن ۳۰۴۸ متر است. این فرودگاه در شهر پاناما سیتی، فلوریدا کشور ایالات متحده آمریکا قرار دارد و در ارتفاع ۲۱ متری از سطح دریا واقع شده است.